# Bjorn Verschoore
Bjorn Verschoore (Izegem, 1979) is een Belgisch muzikant en dirigent, adjudant-majoor bij Defensie, en kapelmeester van de Koninklijke Muziekkapel van de Marine.
Hij werd in 1979 geboren in Izegem. Zijn muzikale opleiding begon aan de stedelijke muziekacademie van Izegem, waar hij saxofoon studeerde. In 2002 behaalde hij met grote onderscheiding het diploma 'Meester in de muziek' aan het Koninklijk Conservatorium van Brussel, onder begeleiding van Norbert Nozy. Aansluitend vervolmaakte hij zijn opleiding aan het Real Conservatorio Superior de Música de Madrid en het Koninklijk Conservatorium van Gent, met een focus op saxofoon, orkestdirectie, jazz en lichte muziek.
In 2001 begon hij zijn militaire loopbaan als saxofonist bij de Koninklijke Muziekkapel van de Belgische Marine. Enkele jaren later, in 2006, werd hij benoemd tot eerste solist binnen deze muziekkapel. Na het succesvol afleggen van de examens voor onderkapelmeester in 2009, volgde op 4 januari 2010 zijn officiële aanstelling als kapelmeester van de Koninklijke Muziekkapel van de Belgische Marine, met de rang van oppermeester-chef. Onder zijn leiding groeide de band uit tot een van de meest toonaangevende militaire orkesten ter wereld.
Parallel aan zijn militaire carrière is Verschoore actief als saxofonist bij het ensemble Die Verdammte Spielerei en koperensemble Belgian Brass. Hij treedt ook regelmatig op als solist bij onder meer Brussels Philharmonic, het symfonieorkest van Vlaanderen, het Antwerp Symphony Orchestra en de Vlaamse Opera. Daarnaast is hij werkzaam als gastdirigent, onder andere bij het Orkest van de Nederlandse Luchtmacht.
- International Standard Name Identifier: 0000 0004 9262 7555
- MusicBrainz: 5009313e-3bcd-4ee2-9f48-a0567c3fa2d4